# Saproamanita
Saproamanita là một chi trong bốn chi nấm chính trong họ Amanitaceae, chi này bao gồm 23 loài nấm tán. Các chi còn lại trong họ bao gồm Amanita (cùng với chi danh pháp đồng nghĩa Torrendia), Limacella, và Catatrama.

## Phân bố
Saproamanita có mặt ở khắp các vùng đồng cỏ, rừng rậm ở châu Phi, châu Á, châu Âu, châu Mỹ, Úc và khu vực Caribe. Có ít nhất hai loài trong chi này là các loài xâm lấn, mở rộng phạm vi sinh sống: S. inopinata ở châu Âu và S. thiersii ở Bắc Mỹ.

## Danh sách loài
- Saproamanita ameghinoi
- Saproamanita armillariiformis
- Saproamanita codinae
- Saproamanita flavofloccosa
- Saproamanita foetidissima
- Saproamanita grallipes
- Saproamanita inopinata
- Saproamanita lilloi
- Saproamanita manicata
- Saproamanita nana
- Saproamanita nauseosa
- Saproamanita pleropus
- Saproamanita praeclara
- Saproamanita praegraveolens
- Saproamanita prairiicola
- Saproamanita pruittii
- Saproamanita roseolescens
- Saproamanita savannae
- Saproamanita silvifuga
- Saproamanita singeri
- Saproamanita subcaligata
- Saproamanita thiersii
- Saproamanita vittadinii